# Gustavo López
Gustavo Adrián Pablo López (Valentín Alsina, 13 aprile 1973) è un allenatore di calcio ed ex calciatore argentino, di ruolo centrocampista, collaboratore tecnico dell'Atlético Madrid.
Ha trascorso tredici anni in Spagna, ha anche la cittadinanza spagnola ed è stato soprannominato dai grandi professionisti "El Cuervo".

## Carriera

### Club
López, nato a Valentín Alsina, comincia la carriera di calciatore con l'Independiente, nel 1991. Rimane in questa squadra per cinque stagioni: tra 1994 e 1995 riesce a conquistare due Supercoppe sudamericane, una Recopa e un Torneo Clausura.
Nel 1995 si trasferisce alla squadra spagnola del Real Saragozza, giocando regolarmente in prima squadra. Viene quindi ceduto al Celta Vigo nel 1999. Qui si afferma come un importante e puntuale giocatore e nel 2003 firma un nuovo contratto di tre anni con possibilità di prolungamento di uno.
Nel 2007, dopo otto stagioni, lascia il Celta per trasferirsi al Cadice, rimanendovi però per una sola annata.

### Nazionale
Ha giocato 35 volte e segnato quattro gol per l'Argentina dal debutto contro la Romania avvenuto nel dicembre 1994. Fece la sua prima apparizione in una competizione internazionale durante le Olimpiadi 1996 ad Atlanta, quando vinse la medaglia d'argento con la squadra under-23.
Da allora è stato convocato per la Copa América del 1997 e del 1999 e per i Mondiali 2002.

## Palmarès

### Club

#### Competizioni nazionali
- Campionato argentino: 1

Independiente: Clausura 1994

#### Competizioni internazionali
- Supercoppa Sudamericana: 1

Independiente: 1994, 1995
- Recopa Sudamericana: 1

Independiente: 1995
- Coppa Intertoto UEFA: 1

Celta Vigo: 2000

### Nazionale
- Argento olimpico: 1

Atlanta 1996

### Individuale
- Equipo Ideal de América: 1

1994